# 잭과 콩나무

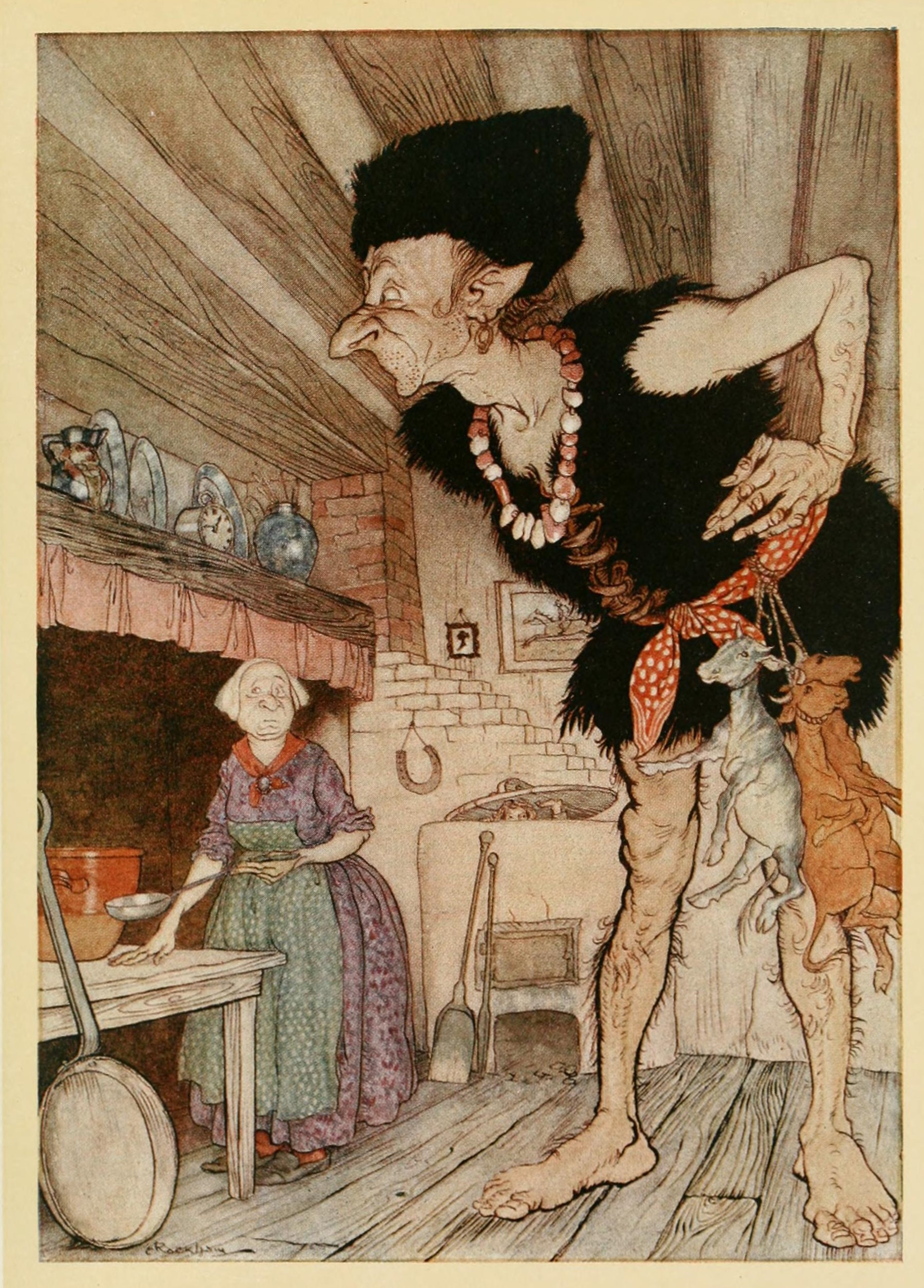
아서 래컴이 그린 《잭과 콩나무》 삽화 (1918년)

《잭과 콩나무》 또는 《잭과 콩줄기》(영어: Jack and the Beanstalk)는 영국의 동화이다.

## 줄거리
옛날 옛적 어느 곳에 과부가 된 어머니와  가난한 소년 잭이 농장 오두막에서 살고 있었다. 젖소가 유일한 수입원이었는데, 젖소에게서 더는 우유가 나오지 않자 잭의 어머니는 소를 시장에 데려가 팔라고 말한다. 게으름뱅이 잭은 길을 가다가 만난 남자로부터 콩과 소를 교환한다. 집으로 돌아간 잭은 어머니에게 콩을 주었지만 마음이 상했던 어머니는 콩을 집 밖에 있는 정원에 던진다. 다음 날 아침에 그 콩은 커다란 나무로 자랐다.
잭은 콩나무를 타고 올라가면서 구름 위에 있는 거인의 성에 도착했다. 거인의 성에서 만난 거인의 아내는 잭에게 남편은 사람을 잡아먹는 괴물이기 때문에 빨리 피하라고 명령했다. 거인의 아내는 거인이 돌아오는 모습을 보고 잭을 숨겨놓았지만, 거인은 사람 냄새가 난다고 말했다.
거인이 자는 사이에 잭은 황금알을 낳는 닭을 빼앗아 집으로 돌아왔다. 그 뒤 잭은 다시 콩나무를 올라타고 금과 은이 든 자루를 빼앗았다. 그러나 잭이 하프를 가져갈 때 하프가 말을 하는 바람에 거인은 잠에서 깨어난다. 급히 지상으로 돌아온 잭은 콩나무 줄기를 도끼로 자르고 잭을 쫓아오던 거인은 나무에서 떨어져 죽게 된다. 부자가 된 잭과 어머니는 이후로 계속 행복하게 살았다.

## 같이 보기
- 야곱의 사다리